# Hermann Neubacher

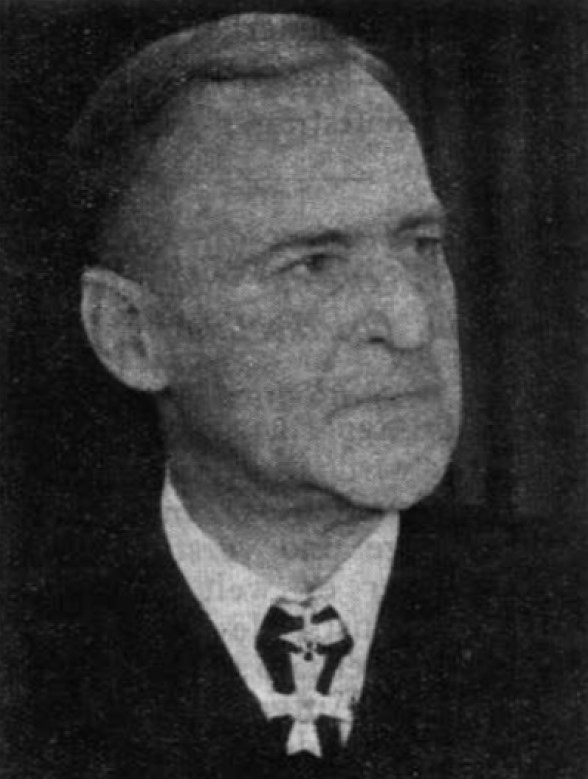
Hermann Neubacher (1943)

Hermann Neubacher (* 24. Juni 1893 in Wels, Österreich-Ungarn; † 1. Juli 1960 in Wien) war ein österreichischer Wirtschaftsfachmann und Politiker der NSDAP. Von 13. März 1938 bis 14. Dezember 1940 war er Bürgermeister von Wien.

## Leben
Hermann Neubacher war der Sohn eines sozialdemokratisch eingestellten Oberlehrers aus Pinsdorf. Er war Teilnehmer am Ersten Weltkrieg und hatte als k.u.k. Offizier eine kroatische Kompanie geführt. Im Jahr 1919 legte er an der damaligen Hochschule für Bodenkultur eine Dissertation zu einem forstwirtschaftlichen Thema vor. Seit seinem Studium war er Mitglied im Wiener Akademischen Turnverein. Neubacher war ab dem Jahre 1920 in der Holzindustrie tätig. Außerdem fungierte er bis Ende 1934 in Wien als Generaldirektor der GESIBA (Gemeinnützige Siedlungs- und Baustoffanstalt), die maßgeblich am sozialen Wohnungsbau in Wien beteiligt war. Als Mitgründer des „Österreichisch-Deutschen Volksbundes“ agitierte Neubacher zusammen mit seinem Kameraden aus der Deutschen Gemeinschaft Arthur Seyß-Inquart und anderen großdeutsch eingestellten Politikern für den „Anschluss Österreichs“ an Deutschland.
Als österreichische Nationalsozialisten mit dem Juliputsch vom 25. Juli 1934 den Versuch unternahmen, den austrofaschistischen Ständestaat zu beseitigen und dabei Bundeskanzler Engelbert Dollfuß ermordeten, musste die Partei untertauchen. Erst zu diesem Zeitpunkt schloss er sich im Herbst 1934 der NSDAP an. In dieser Phase der Illegalität, bei der es den gemäßigteren Kreisen darum ging, weitere Provokationen und öffentlichen Terror zu vermeiden, übernahm Neubacher im Dezember 1934 die Parteiführung österreichischen NSDAP. Als „Parteineuling“ hatte er hart gegen den Kern der alten Mitglieder zu kämpfen, die sich weigerten, ihn als Vorsitzenden anzuerkennen. Mehr Rückhalt hatte er hingegen unter den SA-Formationen, der militärischen Institution der illegalen NSDAP. Aber es gelang ihm gegen diesen Widerstand die Arbeitsfähigkeit und eine eigenständige Pressearbeit aufzuziehen, die durch die deutsche Gesandtschaft in Wien intensiv finanziell gefördert wurde. Der hier eingesetzte Sonderbeauftragte Adolf Hitlers, Franz von Papen nahm persönlich und über getarnte Kontaktmänner auf die Entwicklung der österreichischen NSDAP intensiven Einfluss. Vor allem versuchte er öffentliche Kundgebungen und Terror gegen Bevölkerungskreise klein zu halten, um die Verbotsbedingungen nicht noch weiter zu verschärfen und für akzeptable „Anschlussbedingungen“ zu sorgen. Nach einer gezielten Polizeiaktion wurde Neubacher im Juni 1935 zusammen mit seinem innerparteilichen Widersacher Josef Leopold verhaftet. Beide wurden aufgrund des Juliabkommens von 1936 amnestiert, Neubacher war fortan „für die reichsdeutschen IG-Farben als Balkanexperte (unter Einschluss Österreichs) tätig.“
Einen Tag nach dem „Anschluss“ Österreichs an das Deutsche Reich am 12. März 1938 löste Neubacher Richard Schmitz als Bürgermeister Wiens ab; für zwei Tage war der Vizebürgermeister Fritz Lahr geschäftsführend im Amt gewesen. Neubacher trat zum 1. Mai 1938 der NSDAP bei (Mitgliedsnummer 6.123.637), blieb Bürgermeister bis zum 14. Dezember 1940 und wurde 1941 Gesandter in Kroatien. Nach einer Ablösung durch Siegfried Kasche wechselte er anschließend als Abgesandter nach Bukarest und Athen. In der SA wurde er zum 30. Januar 1939 zum Gruppenführer befördert.
Am 15. Oktober 1942 wurde er zum Sonderbeauftragten des Reiches für wirtschaftliche und finanzielle Fragen in Griechenland berufen, dem die monopolistische DEGRIGES direkt unterstand. Zum Finanz- und Superminister über alle „produktiven Ressorts“ bestimmte er Hektor Tsironikos, von dem er sagte, dass dessen „Deutschfreundlichkeit über jeden Zweifel erhaben“ sei.
Vom 24. August 1943 bis Kriegsende war Neubacher Sonderbevollmächtigter des Auswärtigen Amtes für den Südosten und dem Militärbefehlshaber Südost in Serbien gleichgestellt. Nach dem Ende des Zweiten Weltkrieges wurde er in Jugoslawien im Jahr 1951 zu 20 Jahren Gefängnis verurteilt, jedoch bereits nach wenigen Monaten schwer krank entlassen. Von 1954 bis 1956 diente er der Regierung des Kaiserreichs Äthiopien als Berater und Verwaltungskommissar der Hauptstadt Addis Abeba. In dieser Zeit verfasste er ein Buch über Äthiopien, kehrte dann nach Österreich zurück und war vor allem als Bauunternehmer in Salzburg tätig.

## Kulturelles
Neubacher stand mit dem Wiener Werkbund in enger Beziehung. In einigen Publikationen wird angegeben, er wäre Werkbund-Präsident gewesen, andernorts wird er als Werkbund-Berater bezeichnet.
Mit Josef Hoffmann verband Neubacher eine lebenslange Freundschaft.

## Rezeption
Sein Großneffe Marcus J. Carney versuchte im Dokumentarfilm Projekt Neubacher die Geschichte Neubachers sowie seiner Familie und deren Aufarbeitung nach dem Weltkrieg darzustellen und legte es auf die österreichische Nachkriegsgeneration um, der er den „morbus austriacus“ – die österreichische Krankheit – attestierte.

## Schriften
- Die forstliche Rente. Ein kritischer Beitrag zum Reinertragsproblem in der Forstwirtschaft. 1919, (Wien, Hochschule für Bodenkultur, Dissertation, 1919).
- Kampf um Mitteleuropa. Verlag Deutsche Einheit, Wien 1932.
- Sonderauftrag Südost. 1940–1945. Bericht eines fliegenden Diplomaten. Musterschmidt, Göttingen u. a. 1956.
- Die Festung der Löwen. Äthiopien von Salomon bis zur Gegenwart. Walter-Verlag, Olten u. a. 1959.

## Film
- Marcus J. Carney: The End of the Neubacher Project. Dokumentarfilm, Österreich, Niederlande, 2006, 74 Min.